# Atletismo nos Jogos Pan-Americanos de 1995 - 1500 m feminino
A prova dos 1500 m feminino nos Jogos Pan-Americanos de 1995 foi realizada em 19 de março no Estádio Atlético "Justo Roman".

## Medalhistas
| Ouro                              | Prata                   | Bronze                       |
| Sarah Thorsett USA Estados Unidos | Sarah Howell CAN Canadá | Marta Orellana ARG Argentina |

### Final
| Posição           | Nome            | Nacionalidade      | Tempo   | Notas |
| ----------------- | --------------- | ------------------ | ------- | ----- |
| Medalha de ouro   | Sarah Thorsett  | USA Estados Unidos | 4:21.84 |       |
| Medalha de prata  | Sarah Howell    | CAN Canadá         | 4:22.10 |       |
| Medalha de bronze | Marta Orellana  | ARG Argentina      | 4:22.44 |       |
| 4                 | Letitia Vriesde | SUR Suriname       | 4:23.80 |       |
| 5                 | Kelly Rabush    | USA Estados Unidos | 4:25.04 |       |
| 6                 | Mireya Ailhaud  | MEX México         | 4:28.76 |       |
| 7                 | Jennifer Fisher | BER Bermudas       | 4:29.77 |       |
| 8                 | Mabel Arrúa     | ARG Argentina      | 4:31.63 |       |